# Haus Borghausen
Das Haus Borghausen ist ein Rittergut und ehemalige Wasserburg vom Typus einer Motte nordöstlich des Ortsteils Berwicke der Gemeinde Welver im Kreis Soest in Nordrhein-Westfalen an der alten Ahse.

## Geschichte
1253 erscheint erstmals ein Angehöriger der Herren von Borghausen in der historischen Überlieferung. 1305 verpflichteten sich Berthold und sein Bruder Stephan Tork zu Borghausen, dass sie die „Borchus“ genannte Burg auf keine Weise zum Schaden des Erzbistums Köln und der Stadt Soest in fremde Hände kommen lassen wollen. Nach Beendigung der augenblicklichen Fehde würden sie die Burg auf Aufforderung des Rats durch Niederlegen der Plankenbefestigung und Wälle wieder in den früheren Zustand bringen. Das Siegel des Stephan zu Borghausen zeigte 1313 ein Burgtor. 1371 wird das Haus Borghausen durch den Kölner Erzbischof an Stephan als Lehen vergeben. Um 1400 ging Haus Borghausen an die Familie Ketteler zu Herdringen. Ab dem Ende des 16. Jahrhunderts erscheint es nur noch als Gut in den Urkunden. 1619 wurde es an die Familie Klocke zu Soest verkauft. 1634 heißt es, dass das alte Haus abgebrannt sei. Daraufhin wurden ein neues Herrenhaus und neue Wirtschaftsgebäude errichtet. Möglicherweise geschah dies aber erst am Anfang des 18. Jahrhunderts. 1844 wurde ein Neubau des Herrenhauses außerhalb der alten Wassergräben errichtet. 1917 wurde das Gut an Major Heinrich Wegmann verkauft.

## Beschreibung
Von der mittelalterlichen Burganlage ist ein 23 × 40 m große Mottenhügel erhalten, der von einem 3–12 m breiten Wassergraben umgeben ist. Von dessen Nordende zweigen zwei weitere Gräften ab. Der westliche dieser beiden Arme endet heute nach 50 m. Der östliche führt im Süden um den heutigen Bauernhof herum und endet nach insgesamt 390 m im Südwesten der Anlage. Der heutige Bauernhof steht wahrscheinlich an der Stelle der ehemaligen Vorburg.